# Kaj Munk
Kaj Harald Leininger Munk (Maribo (Lolland), 13 januari 1898 - geliquideerd nabij Silkeborg, 4 januari 1944) was een Deense dichter, toneelschrijver en Lutherse dominee, bekend vanwege zijn maatschappelijke betrokkenheid en zijn uitgesproken vaderlandsliefde tijdens de Tweede Wereldoorlog.

## Levensloop
Zijn vader Carl Immanuel Petersen was een leerlooier en winkelier en overleed toen Munk twee jaar was. Zijn moeder Mathilde Petersen probeerde na de dood van zijn vader de zaak over te nemen, maar zij overleed drie jaar later aan tuberculose, toen Munk slechts vijf jaar was. Na de dood van zijn ouders werd hij eerst in huis genomen door een oom en tante in Maribo. Toen dit niet werkte werd hij uiteindelijk in huis genomen door verre familie in Opager, de familie Munk. Zijn pleegouders adopteerden hem uiteindelijk in 1916.
De jonge Munk was een begaafd student, en zijn nieuwe ouders deden grote moeite om hem naar de universiteit in Kopenhagen te kunnen sturen. Hier sloot hij vriendschap met Geismar, de biograaf van Søren Kierkegaard. De filosoof en theoloog Kierkegaard was natuurlijk verplichte literatuur voor elke Deense student in de theologie. Munk zal waarschijnlijk een zekere aantrekking tot de eveneens dichterlijke Kierkegaard hebben gevoeld.
In 1924 werd Munk dominee in het kleine plaatsje Vedersø, in het westen van Jutland. Dat hij moest wennen aan de overstap van het studentenleven in de grote stad naar het zeer kleine Vedersø (700 inwoners), blijkt onder meer uit zijn woorden: Het kwam er nu niet meer op aan over het Christendom te filosoferen, maar ernaar te leven. (...) Je worstelde niet langer met je eigen moeilijkheden; neen, nu moest je aan die van anderen denken en hen op weg helpen, hen onverdroten bemoedigen, hen met tact in het rechte spoor leiden.
Als persoon had Munk grote bewondering voor mensen met een sterke persoonlijkheid en overtuiging. Dit leidde ertoe dat hij Mussolini enige tijd bewonderde en Hitler lange tijd het voordeel van de twijfel gunde. Dit kwam echter tot een einde met de inval van de nazi's in Polen, waarna Munk uitdrukkelijk afstand nam van het fascisme en alle daaraan gelieerde zaken.
Toen Denemarken zich op 9 april 1940 zonder slag of stoot aan de nazi's overgaf en de Duitse troepen Denemarken ondanks een niet-aanvalsverdrag binnentrokken, vervulde dit Munk met afgrijzen. Munk nam zich voor om met kracht te blijven protesteren tegen het optreden van de Duitse agressor en de laffe houding van de Deense regering. Met name het gebrek aan moed en geloofskracht bij zijn landgenoten raakte hem diep. Hoornaar schreef hierover: Als Kaj Munk in zijn strijd tegen het nazisme en Hitler, in wie hij de verpersoonlijking van de duivel zag, iets gelaakt heeft in de houding van veel van zijn tijdgenoten dan is het wel het gebrek aan vuur en trouw aan het Evangelie, dat een man als Luther kenmerkte.
Tot het einde van zijn leven bleef Munk zich actief en bovengronds tegen de bezetting van Denemarken verzetten. Zijn preken in die periode kenmerkten zich door een gemeenschappelijk thema: het onverenigbare van de essentie van het christelijk geloof (beschreven in de Tien Geboden en de Bergrede) en het Nationaalsocialisme van de bezetter.
Een bekend voorbeeld hiervan is zijn laatste preek, waarbij Munk niet in zijn kerkelijk gewaad maar in een ochtendjas de kerk binnen kwam. In plaats van op de preekstoel te gaan zitten pakte hij een stoel. Hij verklaarde zijn gedrag als volgt: ... toen ik gisteren voor Gods aangezicht deze dienst voorbereidde, heb ik gevoeld, dat het mij onmogelijk zou zijn, vandaag op de preekstoel of voor het altaar te gaan staan... Met deze daad protesteerde hij ertegen dat enkelen uit zijn gemeente vrijwillig voor de Duitsers werkten. Hij stelde: Het woord van God staat geen beperkingen toe. Het heeft betrekking op ons hele leven en op alle omstandigheden. (...) Denemarken is in oorlog met Duitsland. (Tot de volksrevolutie op 29 augustus 1943 was de situatie onduidelijk gebleven. Vanaf dat moment baseerden de Duitsers hun optreden op principes die alleen maar tussen oorlogvoerende staten gelden.) Daaraan voegt hij onomwonden toe: Wanneer thans een Deen vrijwillig hulp verleent aan de Duitsers, maakt hij zich schuldig aan verraad en Ik sta hier niet om haat te verkondigen. Ik kan dat doodeenvoudig niet. Ik haat zelfs Adolf Hitler niet. Ik weet in welk een staat van verschrikking en ellende de wereld is komen te verkeren. Ik weet welke smaad mijn eigen land heeft moeten ondergaan. Ik weet dat ik mij nu al maanden geen enkele keer te ruste heb begeven, zonder tegen mezelf te zeggen: 'Zullen ze je vannacht komen halen?' En dat is geen vrolijke gedachte voor iemand die het leven liefheeft, die nog veel werk heeft te verrichten en die gelukkig is met vrouw en kinderen. En toch kan ik niet haten. Want de mensen zijn zo verschillend, bezeten door verschillende geest en de Verlosser heeft ons leren bidden: 'Vergeef het hun, want ze weten niet wat ze doen'.
Drie dagen later, op 4 januari 1944, werd Munk door de Gestapo opgepakt en afgevoerd. Rustig beëindigde hij een telefoongesprek, nam hij afscheid van zijn vrouw en kinderen met de woorden Stol paa Gud (vertrouw op God) en ging hij mee met de vijf mannen die hem kwamen arresteren. Tegen middernacht, bij Hørbylunde, tien kilometer ten westen van Silkeborg stapten ze uit en werd hij van achteren neergeschoten.
De Duitse bezetter verbood de kerk om Munks dood te herdenken en zijn begrafenis werd nergens aangekondigd. Desondanks werd hij in vele kerken herdacht en kwamen er duizenden belangstellenden uit het hele land naar zijn begrafenis.

## Munk als toneelschrijver
Van Munks toneelstukken zijn vele opgevoerd in het Koninklijk Theater in Kopenhagen en elders in de wereld. Enkele van de bekendste zijn:
- Pilatus (1917, gepubliceerd in 1937)
- Ordet (1925, "Het woord")
- Kærlighed (1926, "Liefde")
- En Idealist (1928)
- I Brændingen (1929, "In de branding")
- Kardinalen og Kongen (1929, "De kardinaal en de koning")
- Cant (1931)
- De Udvalgte (1933, "De uitverkorenen")
- Sejren (1936, "De overwinning")
- Han sidder ved Smeltediglen (1938, "Hij zit bij de smeltkroes")
- Egelykke (1940)
- Niels Ebbesen (1942)
- Før Cannae (1943, "Vóór Cannae")